# Herb gminy Osiek (powiat brodnicki)
Herb gminy Osiek – jeden z symboli gminy Osiek, autorstwa Krzysztofa Mikulskiego i Lecha-Tadeusza Karczewskiego, ustanowiony 29 grudnia 2004.

## Wygląd i symbolika
Herb przedstawia na tarczy w polu czerwonym dwie złote korony (z górnej wyrastające rogi bawole, dolna odwrócona), a pomiędzy nimi srebrną strzałę umieszczoną na półpierścieniu. Korony nawiązują do herbu ziemi dobrzyńskiej, a symbol pomiędzy nimi do herbu Ogończyk, którym posługiwał się ród Sierakowskich, właścicieli Osieka.